# Сильченко Федір Олександрович
Сильченко Федір Олександрович (1917—2015) — радянський і український кінооператор-постановник. Заслужений працівник культури УРСР (1969). Нагороджений орденом «Знак пошани», медалями.

## Життєпис
Народився 5 лютого 1917 р. у Москві в родині робітника. 
Закінчив операторський факультет Всесоюзного державного інституту кінематографії (1940).
Учасник Великої Вітчизняної війни.
Працював на Ашхабадській кіностудії «Центрнаукфільм».
З 1956 р. — оператор Одеської кіностудії.
Був членом Національної Спілки кінематографістів України.

## Фільмографія
Зняв стрічки:
- «Повість про перше кохання» (1957)
- «Сторінки минулого» (1958)
- «Мрії збуваються» (1959)
- «На зеленій землі моїй» (1959)
- «Сильніше урагану» (1960)
- «Шурка обирає море» (1963)
- «Дочка Стратіона» (1965)
- «Одеські канікули» (1966)
- «Останній фейєрверк»
- «Тиха Одеса» (1967)
- «Останнє пасмо» (1968)
- «Небезпечні гастролі» (1969)
- «Крок з даху» (1970)
- «Синє небо» (1971)
- «За твою долю» (1972)
- «Прощайте, фараони!» (1974)
- «Капітан Немо» (1975, т/ф, 3 с)
- «Місто з ранку до опівночі» (1976)
- «По вулицях комод водили...» (1978)
- «Незакінчений урок» (1980, у співавт. з Є. Козинським)
- «Довгий шлях у лабіринті» (1981)
- «Екіпаж машини бойової» (1983)
- «Подвиг Одеси» (1985)
- «Шабля без піхов» (1987) та ін.